# 北約克沼澤國家公園
北約克沼澤國家公園（英語：North York Moors）是位於英國北約克郡的一處國家公園。北約克沼澤國家公園的面積達1,436 km2（554 sq mi），國家公園內居住有人口23,380人。北約克沼澤國家公園在1952年被設立為國家公園。